# Groupe Borders
Pour les articles homonymes, voir Borders.
Le Groupe Borders, en anglais Borders Group  était une chaîne internationale de librairies basée à Ann Arbor dans le Michigan aux États-Unis, en activité jusqu'en 2011.
Le titre était coté en bourse NYSE avec le code BGP.

## Historique
En 2007, le groupe Borders possède plus de 500 boutiques sur le territoire américain et son activité est la vente de livres, disques, vidéos, et journaux. Borders figure dans le classement de Fortune 500 et devient, dans les années 2000, le second plus important libraire des États-Unis après Barnes & Noble. Borders détient une participation majoritaire au sein de la société Paperchase, une chaîne de papeterie au Royaume-Uni, dont elle vend les produits dans ses boutiques aux États-Unis.
Le groupe fut liquidé en 2011, n'ayant pas su gérer le virage numérique du commerce électronique, et causant la perte d'environ 19 500 emplois aux États-Unis.